# Остри Груњ
Остри Груњ (слч. Ostrý Grúň) насељено је мјесто са административним статусом сеоске општине (слч. obec) у округу Жарновица, у Банскобистричком крају, Словачка Република.

## Становништво
| Година:    | 1994. | 2004. | 2014.    | 2024.    |
| ---------- | ----- | ----- | -------- | -------- |
| Број људи: | 590   | 590   | 483      | 546      |
| Разлика:   |       | +0 %  | -18,13 % | +13,04 % |

| Година:    | 2023. | 2024.   |
| ---------- | ----- | ------- |
| Број људи: | 545   | 546     |
| Разлика:   |       | +0,18 % |

Према подацима о броју становника из 2011. године насеље је имало 551 становника.